# NGC 6111
NGC 6111 este o galaxie eliptică situată în constelația Dragonul. A fost descoperită în 31 mai 1887 de către Lewis A. Swift. Se află la o distanță de 134,19 de megaparseci de Pământ.